# Kościeniewicze (gmina w województwie wileńskim)
Kościeniewicze – dawna gmina wiejska istniejąca do 1945 roku w woj. nowogródzkim/Ziemi Wileńskiej/woj. wileńskim (obecnie na Białorusi). Siedzibą gminy było miasteczko Kościeniewicze (208 mieszk. w 1921 roku).
Na samym początku okresu międzywojennego gmina Kościeniewicze należała do powiatu wilejskiego w woj. nowogródzkim. 13 kwietnia 1922 roku gmina wraz z całym powiatem wilejskim została przyłączona do objętej władzą polską Ziemi Wileńskiej, przekształconej 20 stycznia 1926 roku w województwo wileńskie.
Po wojnie obszar gminy Kościeniewicze wszedł w struktury administracyjne Związku Radzieckiego.

## Demografia
Według Powszechnego Spisu Ludności z 1921 roku gminę zamieszkiwało 6816 osób, 4700 było wyznania rzymskokatolickiego, 1925 prawosławnego, 1 ewangelickiego a 190 mojżeszowego. Jednocześnie 5940 mieszkańców zadeklarowało polską, 797 białoruską, 76 żydowską, 2 rosyjską a 1 łotewską przynależność narodową. Było tu 1180 budynków mieszkalnych.